# دفاینس (مجموعه تلویزیونی)
مجموعه تلویزیونی دیفاینس سریالی در ژانر علمی-تخیلی می‌باشد که  سال ٢٠١٣ توسط کمپانی یونیورسال تهیه شده و در سال ٢٠١۵ به اتمام رسیده.

## موضوع سریال
داستان از آنجا شروع می‌شود که سیاره موجودات فضایی پیشرفته ای به نام وتان‌ها که شامل ۷ گونه مختلف وتان می‌باشند، نابود شده و آنها برای زندگی کره زمین را پیدا می‌کنند، اما انسانها اجازه سکونت به آنها نمی‌دهند و جنگی تمام عیار بین گونه انسانها و وتان‌ها رخ می‌دهد. در این جنگ سرانجام پس از چندین سال که تمام طبیعت و اکوسیستم زمین نابود شده و تعداد بسیاری از دوطرف کشته شده‌اند، سربازها از ادامه جنگ سرباز می‌زنند و برخلاف نظر فرماندهان جنگ پایان میابد و هر دو گونه ساکن زمین می‌شوند. اتفاقات سریال در شهری بنام دفاینس که نام جدید، شهر سنت لوئیس امریکاست اتفاق می‌افتد.

## بازیگران
- گرانت باولر در نقش جاشوا نولان
- جولی بنز در نقش آماندا رزواتر